# Fakulteta za kemijo in farmacijo v Würzburgu
Fakulteta za kemijo in farmacijo v Würzburgu (nemško Fakultät für Chemie und Pharmazie) je fakulteta, ki deluje v okviru Univerze v Würzburgu.